# Дунайсудосервис
Судоремонтное предприятие «Дунайсудосервис» (укр. СП «Дунайсудосервіс», бывший Измаильский судоремонтно-механический завод имение 25-го съезда КПСС, завод № 99 ВМФ СССР) — предприятие, расположенное на берегу реки Дунай в городе Измаил. Основной профиль — судостроение, судоремонт.

## Структура и мощности предприятия

### Цеха
- цех № 1 — корпусный
- цех № 2 — обработка древесины и отделочные работы
- цех № 3 — слесарно-механический
- цех № 4 — электромеханический цех
- цех № 5 — дизельный
- цех № 6 — доковый
- цех № 7 — строительный
- цех № 8
- цех № 10 — отдел главного механика
- цех № 11

### Судоподъемное оборудование
- плавучий док ПД-19
- плавучий док ПД-21

### Плавучие краны
- СПК — 2
- ПК — 1

### Береговые краны
- КПМ — 10

### Другие объекты
- компрессорная станция
- газовая станция
- кислородная станция

## История

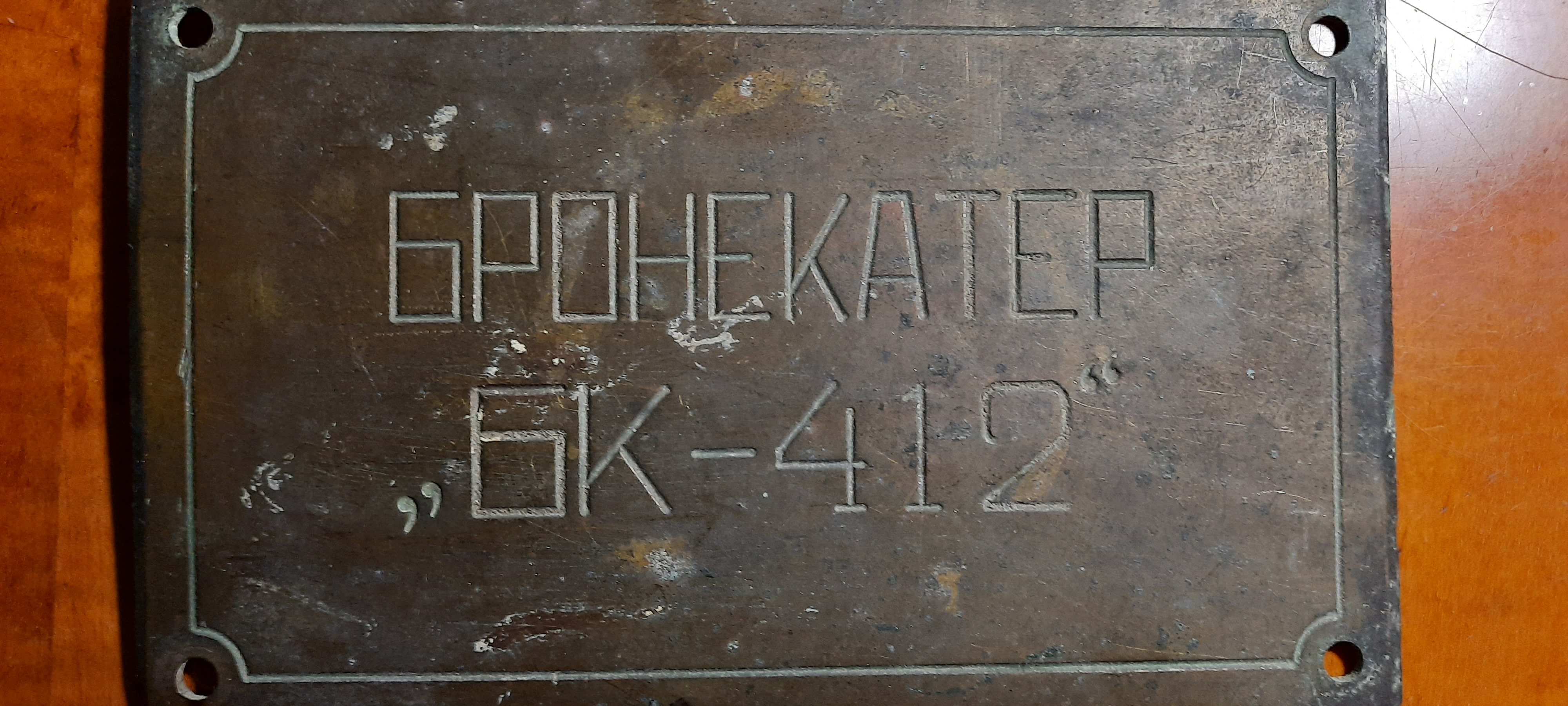
Закладная доска катера БК-412, снятая во время его утилизации на Измаильском ремонтно-механическом заводе

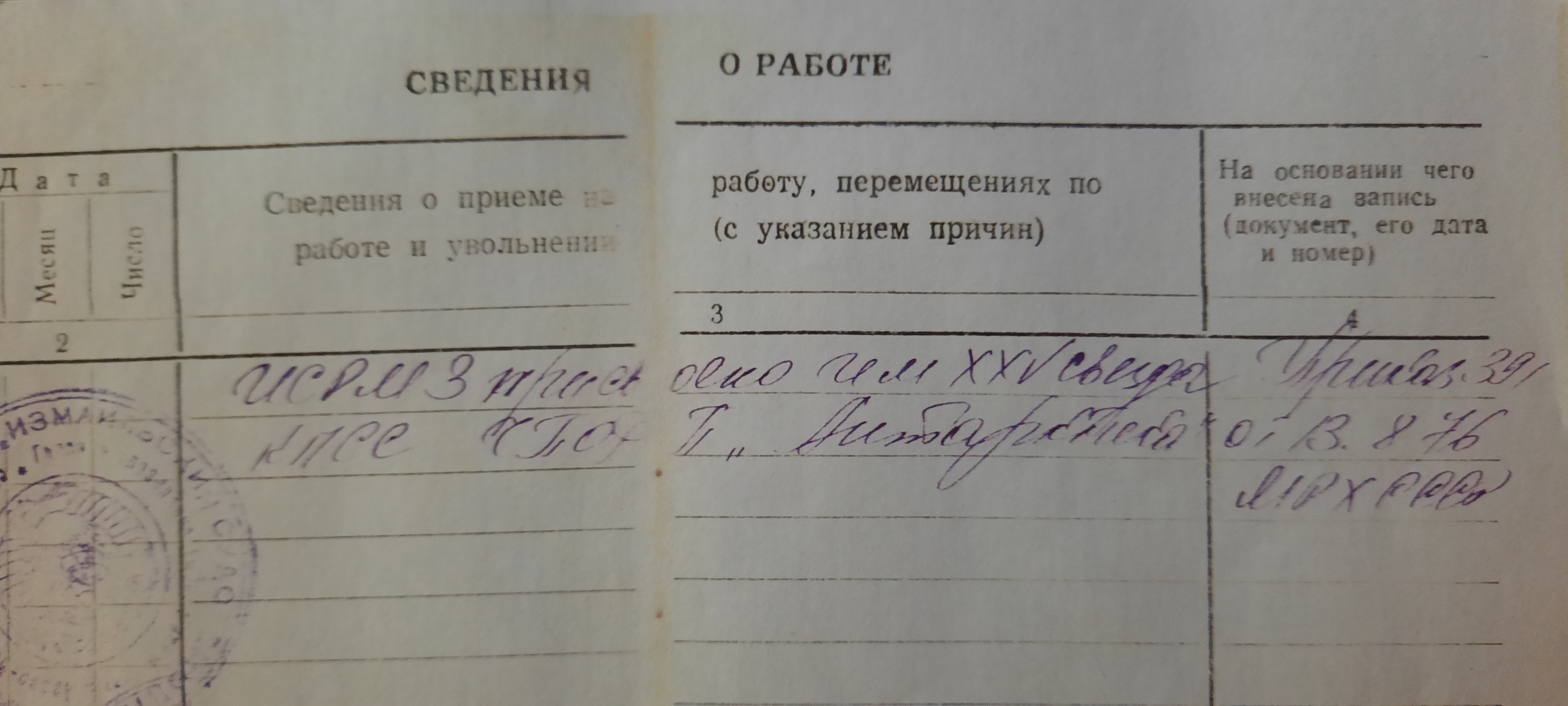
Запись о включении ИСРМЗ в состав ЧПОРТ «Атлантика»

Предприятие основано в 1944 году. В первые послевоенные годы на заводе работало менее 50 человек, занимающихся ремонтом, модернизацией и утилизацией кораблей Краснознаменной Дунайской флотилии.
С 1962 года предприятие находилось в ведении Министерства рыбной промышленности СССР и начало осуществлять ремонт средних рыболовецких судов.
В 1976 году ИСРМЗ был включен в состав объединение «Антарктика» и переименован в «Измаильский судоремонтно-механический завод имени XXV съезда КПСС». В этот период завод осуществляет ремонт флагманов китобойного флота.
В 1995 году предприятие было приватизировано и переименовано в «СП „Дунайсудосервис“».
C 2012 по 2013 год на предприятии фирмой «Галактика» была внедрена ERP-система .
В 2020 году на предприятии произошло обновление и модернизация оборудования, закуплен станок термической резки металлов «TYPHOON-GP». Положено начало строительству крупнейшей в Украине баржи D-6000 совместно с предприятием «Дунайсудоремонт». 28 сентября 2020 года баржа была спущена на воду.

## Показатели предприятия
| Год  | Проделанная работа на предприятии |
| ---- | --- |
| 2017 | Общее число отремонтированных судов — 50. |
| 2019 | Общее число отремонтированных судов — 35. Среди них: сухогруз «Laurus», катер морской охраны «Измаил», сторожевой катер «Лубны», теплоход «SEAL SANDS», сухогруз «Lavr». Строительство 2 барж «Grain-3», «Grain-4» |
| 2020 | ремонт и модернизация теплоходов «Свирь», «Волго-Балт 231», «Волго-Дон 211», типа «Омский», нефтеналивного судна «FRANK BURMESTER», буксира-толкача «ZEUS»                                                         |